# Инжинов, Константин Иванович
Константин Иванович Инжинов (21 мая 1916 года с. Абганерово Астраханская губерния — 2 декабря 1975 года, Волгоград) — участник Великой Отечественной войны, полный кавалер Ордена Славы, гвардии старшина.

## Биография
Родился в крестьянской семье в селе Абганерово Аксайской волости Черноярского уезда Астраханской губернии. В 1937 году окончил 7 классов школы. Работал шофёром, затем на военном заводе в Сталинграде старшим аппаратчиком.
В 1938 году Сталинградским горвоенкоматом был призван в ряды Красной армии.
Участник Великой Отечественной войны.
Воевал в 99-м отдельном гвардейском мотоциклетном батальоне (2-й гвардейский механизированный корпус, вначале 28-я армия, затем 46 армия, вначале 3-й Украинский, затем 2-й Украинский фронт)
В 1943 году за мужество и героизм в боях против немецко-фашистских захватчиков был награждён медалью «За отвагу».
13 марта 1944 года пулемётчик бронетранспортёра гвардии старшина Инжинов вместе с группой разведчиков ворвался в село Орлово, где подавил пулемёт противника и захватил одного контрольного пленного. 14 марта он же с группой разведчиков проник в расположение противника и захватил 2-х контрольных пленных, сообщивших командованию ценные сведения о противнике. Приказом по 2-му гвардейскому мехкорпусу от 23 марта 1944 года он был награждён орденом Славы 3-й степени.
9 ноября 1944 года, в ходе боёв в Венгрии, гвардии старшина Инжинов первым на бронетранспортёре ворвался в город Кечкемет и на улицах города из пулемёта уничтожил 22 солдата и офицера противника. В районе населённого пункта Лайошмиже (15 км северо-западнее Кечкемета) на бронетранспортёре проник в тыл противника и захватил 3-х пленных. По возвращении был встречен взводом автоматчиков противника, атаковал их и огнём пулемёта рассеял противника, уничтожив 13 солдат. Приказом по 46-й армии от 22 февраля 1945 года он был награждён орденом Славы 2-й степени.
18 марта 1945 года, воюя в районе близ села Кишигманд (10 км южнее города Комаром, Венгрия) добыл ценные сведения о противнике и сразил из автомата несколько солдат противника. 21 марта 1945 года огнём своего пулемёта с бронетранспортёра подавил пулемётную точку. Указом Президиума Верховного Совета СССР от 15 мая 1945 года гвардии старшина Инжинов был награждён орденом Славы 1-й степени.
Был демобилизован в октябре 1945 года в звании старшины. Жил в Волгограде. Работал на нескольких предприятиях города, в 1966-1974 годах - слесарем на керамическом заводе.
Скончался 2 декабря 1975 года.